# Nuklearforschungszentrum Isfahan

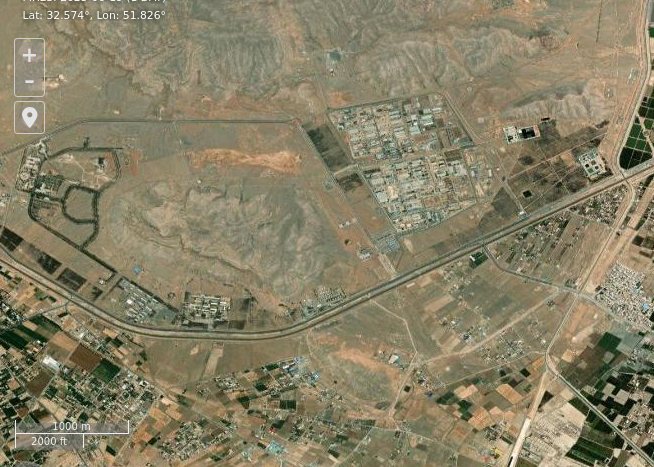
Nuklearforschungszentrum Isfahan (2025)

Das Nuklearforschungszentrum Isfahan (persisch مرکز بین‌المللی علوم و فنون هسته‌ای) ist das größte atomare Forschungszentrum Irans. Es liegt südlich der Stadt Isfahan in der gleichnamigen Provinz. Das Forschungszentrum betreibt drei chinesische Kernreaktoren und ist Teil des iranischen Atomprogramms.
Gemäß dem Wiener Abkommens über das iranische Atomprogramm wird die Anlage eingeschränkt von der Internationalen Atomenergie-Organisation (IAEA) überwacht. Im israelisch-iranischen Krieg wurde im Juni 2025 das Forschungszentrum von Israel und den Vereinigten Staaten von Amerika beschossen und schwer beschädigt.

## Geschichte
Das Forschungszentrum wurde in den 1970er Jahren mit Unterstützung der französischen Firma Technique Atom an der Universität Isfahan gegründet. Der erste Kernreaktor, ein chinesischer Miniatur Neutronenquellenreaktor (MNSR), wurde 1994 in Betrieb genommen. Im August 2005 nahm die Islamische Republik Iran die Anlage wieder voll in Betrieb und nahm die Urankonversion zu Uranhexafluorid auf, die zur Anreicherung von Uran benötigt wird.
In der Resolution 1747 des UN-Sicherheitsrates von 2007 wurde festgehalten, dass das Isfahan-Forschungs- und Produktionszentrum für Kernbrennstoff (NFRPC) und Isfahan-Zentrum für Kerntechnik (ENTC) an der Anreicherung von Uran beteiligt sind. Der Leiter der Anlage, Amir Rahimi, wurde auf eine Sanktionsliste aufgenommen.
2024 kündigte Iran den Bau eines vierten Forschungsreaktors in Isfahan an.
Während des Israelisch-iranischen Krieges flog die israelische Armee am 13. Juni 2025 Luftangriffe auf die Anlage. Dabei wurden wichtige Gebäude wie die Urankonversionsanlage und die Brennstabfabrik zerstört oder beschädigt.
Am 22. Juni 2025 flog die US-Luftwaffe Angriffe auf die Atomanlagen in Iran. Das Forschungszentrum in Isfahan wurde dabei von U-Booten aus mit Marschflugkörpern des Typs Tomahawk beschossen.